# Olympische Sommerspiele 2008/Teilnehmer (Antigua und Barbuda)
| Gelbes Symbol für Goldmedaillen mit stilisierten Olympischen Ringen | Graues Symbol für Silbermedaillen mit stilisierten Olympischen Ringen | Braundes Symbol für Bronzemedaillen mit stilisierten Olympischen Ringen |
| ------------------------------------------------------------------- | --------------------------------------------------------------------- | ----------------------------------------------------------------------- |
| —                                                                   | —                                                                     | —                                                                       |

Antigua und Barbuda nahm 2008 zum achten Mal an den Olympischen Sommerspielen teil. Bisher konnte das Land noch keine Medaille gewinnen.

## Teilnehmer nach Sportarten
Die Olympiamannschaft bestand aus fünf Athleten:

### Leichtathletik
- Daniel Bailey
Männer, 100 m, 20. Platz
- Brendan Christian
Männer, 200 m, 9. Platz
- James Grayman
Männer, Hochsprung, 28. Platz
- Sonia Williams
Frauen, 100 m, 54. Platz

### Schwimmen
- Kareem Valentine
Männer, 100 m Freistil, 96. Platz